# Arechanes
Arechanes ou arachanes eram um povo indígena de existência duvidosa (citados em apenas um documento) que possivelmente tenham vivido nas planícies entre o Oceano Atlântico e a Lagoa Mirim, no sul do estado brasileiro do Rio Grande do Sul, e na região litorânea do Uruguai.
Sua origem não é muito conhecida, mas alguns estudiosos os consideram diferentes de outras etnias locais (caso tenham existido). Diz-se que eles teriam vindo das Terras Altas Incas (atualmente Bolívia e Peru) há cerca de dois mil anos.
Seu nome é composto de: "oriental" (Guarani: ara) + "Canna" (Quechua: achuy), pois costumavam cultivar Cannaceae como alimento básico.

## Legado
Hoje em dia o povo do Departamento de Cerro Largo é conhecido como "arachanes", em homenagem a esta extinta etnia local.
No departamento de Rocha existe também uma pequena estância balnear conhecida como Arachania. 
O rivuline Austrolebias arachan foi nomeado após eles.

## Polêmica entre pesquisadores
O manuscrito Ruy Díaz de Guzmán Argentina é a única fonte histórica conhecida que menciona os Arachanes:
"... A primeira fica junto aos Castelos, a segunda no Rio Grande que fica a 60 léguas do Rio de la Plata, esta tem dificuldade na entrada, devido à grande corrente com que sai para o mar de frente de uma pequena ilha, que Cobre a foz, e entrando, é seguro, e largo, e se estende como um lago, em cujas margens de ambos os lados há mais de 20 mil índios Guarani, que os dessa terra chamam de Arechanes, não porque no Os costumes e a língua diferem do resto desta nação, mas por terem cabelos rebeldes e crespos para cima, são pessoas muito dispostas e corpulentas e fazem guerra normal com os índios Charrúa do Río de la Plata e, com outros do interior. que chamam de Guirás, embora este nome seja dado a todos os que não são guaranis, pois possuem outros próprios."
Díaz de Guzmán localizou os Arechanes na atual costa sul do Brasil ao redor da Laguna de los Patos no Rio Grande do Sul. Afirmou também que eram Guarani e que estavam em guerra com seus vizinhos uruguaios e os Guirás não identificados.
Pedro de Angelis em sua Coleção de Obras e Documentos relativos à História Antiga e Moderna das Províncias do Río de la Plata publicada em 1836, reiterou os dados fornecidos por Díaz de Guzmán e acrescentou sua opinião sobre a etimologia do nome Arachán. Ele também identificou os Guirás de Díaz de Guzmán com as Guianas de origem Kaingang:
''Nome dos Guaranís no Rio Grande; pessoas dispostas e fortes; com cabelo despenteado e crespo no topo; estão em guerra contínua com os Charrúas e os Guayanás. [Esta nação não existe mais. Seu nome expressa o lugar que ocuparam em relação aos outros guaranis. Ara é dia e chane, aquele que vê. Assim, Arachanes é um povoado que vê o dia despontar, ou seja, um povoado oriental.]''
A descoberta de cerritos de índios ou montes com vestígios arqueológicos no sul do Brasil e leste do Uruguai, principalmente nos departamentos de Treinta y Três e Rocha, mas também nos de Cerro Largo, Tacuarembó e Rivera foram relacionados com os Arachanes. por autores como Danilo Antón. Outros autores como Ángel Zanón dão como fato a extinção dos Arachanes no século XVII devido à bandeirantes. Porém, Daniel Vidart, em El mundo de los charrúas (1996) expressou:
''... os Arachanes, que nunca povoaram outro território que não fosse o da imaginação, nada mais são do que um ectoplasma histórico, isto é, uma invenção, como tantas outras, de Ruy Díaz de Guzmán.''
Gustavo Verdesio em O destino mutável do ameríndio no imaginário uruguaio: seu lugar nas narrativas nacionais dos séculos XIX e XX e sua relação com o saber perito (2005) concorda com Vidart.
Germán Gil Villaamil em Ensayo para una historia de Cerro Largo até 1930 (1982) afirmou que:
''As antigas classificações dos habitantes primitivos do Uruguai incluem os Arachans como existentes nesta parte do território nacional. Porém, nenhum documento conhecido os localiza em nosso país, muito menos neste departamento.''

## Imaginário popular uruguaio sobre os Arachanes
Uma certa lenda fala de um grupo de pessoas que, tendo atravessado o oceano Pacífico dois mil anos atrás, chegou às margens do Atlântico, depois de fazer uma peregrinação desde os Andes no Chile. O ponto final da viagem é nas proximidades do Forte de Santa Teresa, no lugar conhecido como Cerro Verde.
Com base em Díaz de Guzmán e nas descobertas nos cerritos de índios, presume-se que os Arachanes sempre se diferenciaram das outras tribos da região, devido à sua aparência corpulenta e alta estatura, que eram sedentários e construíam casas circulares de pedras com tectos de madeira e palha, autênticos quinchos em túmulos artificiais. A comunidade ou edifícios públicos tinham uma estrutura quadrada ou retangular dupla.

Os habitantes do departamento de Cerro Largo também são frequentemente chamados de "arachanes".